# Mahir Çağrı
Mahir Çağrı, né à Kars en 1962, est un Turc qui a fait sensation sur Internet et dans le monde, après avoir publié un site personnel naïf et maladroit qui a amusé de nombreux internautes. Le Livre Guinness des records de 2001 établit le site de Mahir comme le site personnel le plus visité (environ 11 millions de visites).
Composé d'une seule page, le site de Mahir décrit sa vie en photos et en textes rédigés dans un anglais plus que boiteux. Spontané et naturel, Mahir y expose ses intentions amoureuses et sexuelles, ce qui lui a valu le surnom Lovesick Turk ("le Turc en mal d'amour").
Mahir a causé involontairement l'apparition d'une grande communauté de fans et d'imitateurs, et il fut même nommé "Homme de l'année" par le magazine Time.

## Citations
- "Welcome to my home page!!!!!!!!! I kiss you !!!!!" (Bienvenue sur ma page personnelle!!!!!!!!! J'embrasse vous!!!!!)
- "I like sex" (J'aime le sexe)
- "Who is want to come TURKEY  I can invitate ..... She can stay my home ........" (Qui est veut venir TURQUIE je peux inviter ..... Elle peut rester ma maison ........)